# SC Rot-Weiß Oberhausen-Rhld. 1904 2001-2002
Questa voce raccoglie le informazioni riguardanti lo SC Rot-Weiß Oberhausen-Rhld. 1904 nelle competizioni ufficiali della stagione 2001-2002.

## Stagione
Nella stagione 2001-2002 il Rot Weiss Oberhausen, allenato da Gerhard Kleppinger, Rob Reekers, Dragoslav Stepanović e Aleksandar Ristić, concluse il campionato di 2. Bundesliga al 12º posto. In Coppa di Germania il Rot Weiss Oberhausen fu eliminato ai quarti di finale dallo Schalke 04.

## Rosa
| N. |                     | Ruolo | Calciatore       |
| -- | ------------------- | ----- | ---------------- |
| 1  | Germania (bandiera) | P     | Oliver Adler     |
| 2  | Germania (bandiera) | D     | Peter Quallo     |
| 3  | Ungheria (bandiera) | D     | Janos Radoki     |
| 4  | Polonia (bandiera)  | D     | Paweł Wojtala    |
| 5  | Romania (bandiera)  | D     | Daniel Ciucă     |
| 6  | Germania (bandiera) | C     | Jürgen Luginger  |
| 7  | Germania (bandiera) | C     | Mike Rietpietsch |
| 8  | Germania (bandiera) | C     | Jörg Lipinski    |
| 9  | Germania (bandiera) | A     | Angelo Vier      |
| 10 | Germania (bandiera) | C     | Fabrizio Hayer   |
| 11 | Germania (bandiera) | C     | Thorsten Judt    |
| 12 | Germania (bandiera) | A     | Lars Toborg      |
| 13 | Croazia (bandiera)  | A     | Vedran Madžar    |
| 14 | Ghana (bandiera)    | D     | Anthony Tiéku    |
| 15 | Germania (bandiera) | C     | Patrick Falk     |

| N. |                                 | Ruolo | Calciatore         |
| -- | ------------------------------- | ----- | ------------------ |
| 16 | Germania (bandiera)             | D     | Mario Wildmann     |
| 17 | Brasile (bandiera)              | C     | Chiquinho          |
| 18 | Germania (bandiera)             | C     | Frank Scharpenberg |
| 19 | Bulgaria (bandiera)             | A     | Dimtcho Beliakov   |
| 21 | Montenegro (bandiera)           | D     | Dejan Raičković    |
| 22 | Germania (bandiera)             | C     | Daniel Cartus      |
| 23 | Germania (bandiera)             | A     | Sascha Rösler      |
| 25 | Germania (bandiera)             | P     | Christian Börkel   |
| 26 | Germania (bandiera)             | A     | René Müller        |
| 27 | Bosnia ed Erzegovina (bandiera) | A     | Adis Obad          |
| 28 | Germania (bandiera)             | D     | Jens Langeneke     |
| 29 | Bosnia ed Erzegovina (bandiera) | P     | Emir Hadžiđulbić   |
| 31 | Germania (bandiera)             | D     | Torsten Schramm    |
| 36 | Turchia (bandiera)              | A     | Serkan Cenk        |

## Organigramma societario
Area tecnica
- Allenatore: Aleksandar Ristić
- Allenatore in seconda: Hans-Jürgen Gede, Rob Reekers
- Preparatore dei portieri:
- Preparatori atletici:

## Calciomercato

### Sessione estiva
| Acquisti | Acquisti              | Acquisti               | Acquisti |
| R.       | Nome                  | da                     | Modalità |
| -------- | --------------------- | ---------------------- | -------- |
| A        | Sascha Rösler         | Monaco 1860            |          |
| P        | Emir Hadžiđulbić      | Čelik Zenica           |          |
| D        | Dejan Raičković       | Berliner AK 07         |          |
| A        | Dimtcho Beliakov      | Norimberga             |          |
| C        | Daniel Cartus         | Saarbrücken            |          |
| C        | Patrick Falk          | Eintracht Braunschweig |          |
| P        | Matthias Kleinsteiber | Borussia Dortmund      |          |
| D        | Vik Lalić             | Hajduk Spalato         |          |
| D        | Janos Radoki          | Ulma                   |          |
| C        | Mike Rietpietsch      | Bochum                 |          |
| D        | Anthony Tiéku         | Saarbrücken            |          |
| D        | Mario Wildmann        | Reutlingen             |          |

| Cessioni | Cessioni         | Cessioni         | Cessioni |
| R.       | Nome             | da               | Modalità |
| -------- | ---------------- | ---------------- | -------- |
| D        | Karsten Baumann  | Viktoria Colonia |          |
| C        | Adam Gebka       | Adler Osterfeld  |          |
| C        | Robert Ratkowski | Chemnitz         |          |
| C        | Zvetomir Tchipev | Chemnitz         |          |

### Sessione invernale
| Acquisti | Acquisti      | Acquisti    | Acquisti |
| R.       | Nome          | da          | Modalità |
| -------- | ------------- | ----------- | -------- |
| D        | Paweł Wojtala | Lech Poznań |          |

| Cessioni | Cessioni    | Cessioni        | Cessioni |
| R.       | Nome        | da              | Modalità |
| -------- | ----------- | --------------- | -------- |
| A        | Achim Weber | Rot-Weiss Essen |          |
| D        | Vik Lalić   | Hajduk Spalato  |          |

## Risultati

### 2. Bundesliga

#### Girone di andata
| Arbitro: | Keßler |

|                      |           |                              |
| Surmann 8’ Kioyo 47’ | Marcatori | 2’ Weber 90’ (rig.) Lipinski |

| Arbitro: | Anklam |

|  |           |                               |
|  | Marcatori | 25’ Koilov 55’ Ristić 89’ Isa |

| Arbitro: | Stark |

|                            |           |                 |
| Lämmermann 25’ Schmidt 68’ | Marcatori | 30’ Rietpietsch |

| Arbitro: | Rafati |

|  |           |                           |
|  | Marcatori | 73’ Zimmermann 85’ Spizak |

| Arbitro: | Schößling |

|                                              |           |                                   |
| Fahrenhorst 10’ Christiansen 44’, 80’ (rig.) | Marcatori | 9’ Rietpietsch 22’ Obad 62’ Tiéku |

| Arbitro: | Trautmann |

|                 |           |                           |
| Rietpietsch 51’ | Marcatori | 19’, 90’ Kramny 27’ Thurk |

| Arbitro: | Pickel |

|                       |           |  |
| Linke 17’ Stendel 58’ | Marcatori |  |

| Arbitro: | Gräfe |

|          |           |                     |
| Vier 38’ | Marcatori | 37’ Fritz 54’ Fuchs |

| Arbitro: | Frank |

|                        |           |                                    |
| Weber 20’ Beliakov 79’ | Marcatori | 45’ Hamann 61’ Bella 84’ Hutwelker |

| Arbitro: | Lange |

|  |           |                       |
|  | Marcatori | 10’ Obad 19’ Beliakov |

| Arbitro: | Minskowski |

|  |           |            |
|  | Marcatori | 89’ García |

| Arbitro: | Fleischer |

|              |           |               |
| Maksimov 76’ | Marcatori | 66’ Chiquinho |

| Arbitro: | Kircher |

|                                             |           |  |
| Rietpietsch 44’, 64’ Vier 48’, 63’ Falk 75’ | Marcatori |  |

| Arbitro: | Wezel |

|               |           |  |
| Kovačević 47’ | Marcatori |  |

| Arbitro: | Voss |

|                            |           |                  |
| Beliakov 59’ Chiquinho 77’ | Marcatori | 78’ Kryszałowicz |

| Arbitro: | Stark |

|                                     |           |                 |
| Vata 6’ Brinkmann 72’ Dabrowski 74’ | Marcatori | 42’ (rig.) Judt |

| Arbitro: | Schmidt |

|  |           |                           |
|  | Marcatori | 16’ Wolters 20’ Güvenışık |

#### Girone di ritorno
| Arbitro: | Weber |

|           |           |                       |
| Hayer 87’ | Marcatori | 43’ Dworrak 60’ Ruman |

| Arbitro: | Brych |

|                                |           |          |
| Fiél 2’ Ristić 29’ Vidolov 65’ | Marcatori | 56’ Judt |

| Arbitro: | Fleischer |

|                                        |           |  |
| Rösler 15’, 53’ Obad 16’ Chiquinho 45’ | Marcatori |  |

| Arbitro: | Scheppe |

|           |           |            |
| Čížek 90’ | Marcatori | 7’ Wojtala |

| Arbitro: | Perl |

|                                                                 |           |                  |
| Obad 2’, 59’ Wojtala 19’ Lipinski 22’ (rig.), 66’ Chiquinho 78’ | Marcatori | 48’ Christiansen |

| Arbitro: | Kircher |

|                                     |           |                                  |
| Bódog 10’ Friedrich 42’ Voronin 58’ | Marcatori | 62’ Beliakov 76’ Obad 87’ Müller |

| Oberhausen 20 marzo 2002, ore 19:00 CET 24ª giornata | RW Oberhausen | 0 – 0 referto | Hannover 96 | Niederrheinstadion (6 445 spett.)\| Arbitro: \| Kammerer \| |
| Arbitro:                                             | Kammerer      |               |             |                                                             |

| Arbitro: | Anklam |

|  |           |          |
|  | Marcatori | 57’ Judt |

| Arbitro: | Schößling |

|                         |           |              |
| Hamann 14’ Feinbier 88’ | Marcatori | 89’ Beliakov |

| Arbitro: | Aust |

|                     |           |            |
| Müller 66’ Vier 77’ | Marcatori | 11’ Molata |

| Arbitro: | Trautmann |

|  |           |                      |
|  | Marcatori | 48’ Müller 66’ Ciucă |

| Arbitro: | Weber |

|               |           |                   |
| Chiquinho 34’ | Marcatori | 45’ (rig.) Trares |

| Arbitro: | Schmidt |

|  |           |                                        |
|  | Marcatori | 15’ Chiquinho 56’ Beliakov 90’ Wojtala |

| Arbitro: | Späker |

|                           |           |           |
| Scharpenberg 45’ Judt 60’ | Marcatori | 73’ Hallé |

| Arbitro: | Gräfe |

|                             |           |                            |
| Kryszałowicz 27’ Streit 59’ | Marcatori | 32’ Chiquinho 88’ Beliakov |

| Oberhausen 28 aprile 2002, ore 15:00 CEST 33ª giornata | RW Oberhausen | 0 – 0 referto | Arminia Bielefeld | Niederrheinstadion (8 417 spett.)\| Arbitro: \| Meyer \| |
| Arbitro:                                               | Meyer         |               |                   |                                                          |

| Arbitro: | Rafati |

|            |           |                                |
| Grzelak 8’ | Marcatori | 7’, 9’, 60’ Rösler 90’ Wojtala |

### Coppa di Germania
| Arbitro: | Brych |

|  |           |                                  |
|  | Marcatori | 20’ (rig.) Lipinski 87’ Beliakov |

| Arbitro: | Gagelmann |

|                                       |                      |                          |
| Djappa 75’ Hoffmann 110’              | Marcatori            | 27’ Judt 95’ Vier        |
| Kovář Schmiedel Hoffmann Djappa Ćurko | Tiri di rigore 3 – 4 | Lipinski Hayer Judt Vier |

| Arbitro: | Kinhöfer |

|           |           |                               |
| Divić 86’ | Marcatori | 41’ (rig.) Lipinski 89’ Hayer |

| Arbitro: | Stark |

|                             |           |  |
| Böhme 30’ (rig.) Möller 86’ | Marcatori |  |

## Statistiche

### Statistiche di squadra
| Competizione      | Punti | In casa | In casa | In casa | In casa | In casa | In casa | In trasferta | In trasferta | In trasferta | In trasferta | In trasferta | In trasferta | Totale | Totale | Totale | Totale | Totale | Totale | DR |
| Competizione      | Punti | G       | V       | N       | P       | Gf      | Gs      | G            | V            | N            | P            | Gf           | Gs           | G      | V      | N      | P      | Gf     | Gs     | DR |
| ----------------- | ----- | ------- | ------- | ------- | ------- | ------- | ------- | ------------ | ------------ | ------------ | ------------ | ------------ | ------------ | ------ | ------ | ------ | ------ | ------ | ------ | -- |
| 2. Bundesliga     | 42    | 17      | 6       | 3       | 8       | 27      | 23      | 17           | 5            | 6            | 6            | 28           | 26           | 34     | 11     | 9      | 14     | 55     | 49     | +6 |
| Coppa di Germania | -     | 0       | 0       | 0       | 0       | 0       | 0       | 4            | 2            | 1            | 1            | 6            | 5            | 4      | 2      | 1      | 1      | 6      | 5      | +1 |
| Totale            | 42    | 17      | 6       | 3       | 8       | 27      | 23      | 21           | 7            | 7            | 7            | 34           | 31           | 38     | 13     | 10     | 15     | 61     | 54     | +7 |

### Andamento in campionato
| Giornata  | 1 | 2  | 3  | 4  | 5  | 6  | 7  | 8  | 9  | 10 | 11 | 12 | 13 | 14 | 15 | 16 | 17 | 18 | 19 | 20 | 21 | 22 | 23 | 24 | 25 | 26 | 27 | 28 | 29 | 30 | 31 | 32 | 33 | 34 |
| --------- | - | -- | -- | -- | -- | -- | -- | -- | -- | -- | -- | -- | -- | -- | -- | -- | -- | -- | -- | -- | -- | -- | -- | -- | -- | -- | -- | -- | -- | -- | -- | -- | -- | -- |
| Luogo     | T | C  | T  | C  | T  | C  | T  | C  | C  | T  | C  | T  | C  | T  | C  | T  | C  | C  | T  | C  | T  | C  | T  | T  | T  | C  | C  | T  | C  | T  | C  | T  | C  | T  |
| Risultato | N | P  | P  | P  | N  | P  | P  | P  | P  | V  | P  | N  | V  | P  | V  | P  | P  | P  | P  | V  | N  | V  | N  | V  | P  | V  | N  | V  | N  | V  | V  | N  | N  | V  |
| Posizione | 8 | 13 | 15 | 16 | 15 | 17 | 18 | 18 | 18 | 16 | 17 | 17 | 17 | 17 | 17 | 17 | 17 | 17 | 18 | 16 | 16 | 16 | 15 | 15 | 15 | 15 | 15 | 14 | 14 | 14 | 13 | 13 | 13 | 12 |

Legenda:

Luogo: C = Casa; T = Trasferta. Risultato: V = Vittoria; N = Pareggio; P = Sconfitta.

### Statistiche dei giocatori
| Giocatore       | 2. Bundesliga | 2. Bundesliga | 2. Bundesliga | 2. Bundesliga | Coppa di Germania | Coppa di Germania | Coppa di Germania | Coppa di Germania | Totale   | Totale | Totale      | Totale     |
| Giocatore       | Presenze      | Reti          | Ammonizioni   | Espulsioni    | Presenze          | Reti              | Ammonizioni       | Espulsioni        | Presenze | Reti   | Ammonizioni | Espulsioni |
| --------------- | ------------- | ------------- | ------------- | ------------- | ----------------- | ----------------- | ----------------- | ----------------- | -------- | ------ | ----------- | ---------- |
| O. Adler        | 30            | 0             | 2             | 0             | 4                 | 0                 | 0                 | 0                 | 34       | 0      | 2           | 0          |
| K. Baumann      | 8             | 0             | 3             | 0             | 1                 | 0                 | 0                 | 0                 | 9        | 0      | 3           | 0          |
| D. Beliakov     | 23            | 7             | 0             | 0             | 2                 | 1                 | 1                 | 0                 | 25       | 8      | 1           | 0          |
| C. Börkel       | 0             | 0             | 0             | 0             | 0                 | 0                 | 0                 | 0                 | 0        | 0      | 0           | 0          |
| D. Cartus       | 8             | 0             | 1             | 0             | 1                 | 0                 | 0                 | 0                 | 9        | 0      | 1           | 0          |
| S. Cenk         | 0             | 0             | 0             | 0             | 0                 | 0                 | 0                 | 0                 | 0        | 0      | 0           | 0          |
| C. Chiquinho    | 23            | 7             | 3             | 0             | 3                 | 0                 | 2                 | 0                 | 26       | 7      | 5           | 0          |
| D. Ciucă        | 23            | 1             | 2             | 0             | 2                 | 0                 | 1                 | 0                 | 25       | 1      | 3           | 0          |
| P. Falk         | 13            | 1             | 2             | 0             | 2                 | 0                 | 0                 | 0                 | 15       | 1      | 2           | 0          |
| E. Hadžiđulbić  | 0             | 0             | 0             | 0             | 0                 | 0                 | 0                 | 0                 | 0        | 0      | 0           | 0          |
| F. Hayer        | 12            | 1             | 3             | 0             | 2                 | 1                 | 0                 | 0                 | 14       | 2      | 3           | 0          |
| T. Judt         | 29            | 4             | 11            | 0             | 4                 | 1                 | 1                 | 0                 | 33       | 5      | 12          | 0          |
| M. Kleinsteiber | 4             | 0             | 0             | 0             | 0                 | 0                 | 0                 | 0                 | 4        | 0      | 0           | 0          |
| V. Lalić        | 1             | 0             | 0             | 0             | 0                 | 0                 | 0                 | 0                 | 1        | 0      | 0           | 0          |
| J. Langeneke    | 12            | 0             | 1             | 0             | 3                 | 0                 | 1                 | 0                 | 15       | 0      | 2           | 0          |
| J. Lipinski     | 32            | 3             | 7             | 0             | 4                 | 2                 | 0                 | 0                 | 36       | 5      | 7           | 0          |
| J. Luginger     | 31            | 0             | 6             | 0             | 3                 | 0                 | 0                 | 0                 | 34       | 0      | 6           | 0          |
| V. Madžar       | 0             | 0             | 0             | 0             | 0                 | 0                 | 0                 | 0                 | 0        | 0      | 0           | 0          |
| A. Maul         | 1             | 0             | 0             | 0             | 0                 | 0                 | 0                 | 0                 | 1        | 0      | 0           | 0          |
| R. Müller       | 15            | 3             | 3             | 0             | 1                 | 0                 | 0                 | 0                 | 16       | 3      | 3           | 0          |
| A. Obad         | 26            | 6             | 0             | 0             | 3                 | 0                 | 0                 | 0                 | 29       | 6      | 0           | 0          |
| P. Quallo       | 20            | 0             | 2             | 0             | 1                 | 0                 | 0                 | 0                 | 21       | 0      | 2           | 0          |
| J. Radoki       | 1             | 0             | 0             | 0             | 0                 | 0                 | 0                 | 0                 | 1        | 0      | 0           | 0          |
| D. Raičković    | 15            | 0             | 3             | 1             | 1                 | 0                 | 0                 | 0                 | 16       | 0      | 3           | 1          |
| M. Rietpietsch  | 30            | 5             | 5             | 0             | 4                 | 0                 | 0                 | 0                 | 34       | 5      | 5           | 0          |
| S. Rösler       | 21            | 5             | 3             | 0             | 3                 | 0                 | 1                 | 0                 | 24       | 5      | 4           | 0          |
| F. Scharpenberg | 28            | 1             | 2             | 1             | 3                 | 0                 | 1                 | 0                 | 31       | 1      | 3           | 1          |
| T. Schramm      | 0             | 0             | 0             | 0             | 0                 | 0                 | 0                 | 0                 | 0        | 0      | 0           | 0          |
| A. Tiéku        | 15            | 1             | 1             | 2             | 1                 | 0                 | 0                 | 0                 | 16       | 1      | 1           | 2          |
| L. Toborg       | 7             | 0             | 0             | 0             | 0                 | 0                 | 0                 | 0                 | 7        | 0      | 0           | 0          |
| A. Vier         | 21            | 4             | 1             | 0             | 3                 | 1                 | 0                 | 0                 | 24       | 5      | 1           | 0          |
| A. Weber        | 7             | 2             | 5             | 0             | 0                 | 0                 | 0                 | 0                 | 7        | 2      | 5           | 0          |
| M. Wildmann     | 5             | 0             | 0             | 0             | 2                 | 0                 | 1                 | 0                 | 7        | 0      | 1           | 0          |
| P. Wojtala      | 14            | 4             | 1             | 1             | 1                 | 0                 | 0                 | 0                 | 15       | 4      | 1           | 1          |